# Splendor (juego)
Splendor es un juego de mesa con cartas multijugador, diseñado por Marc André e ilustrado por Pascal Quidault. Fue publicado por primera vez en 2014 por Space Cowboys y ha sido distribuido por Asmodee. El tablero consta de tarjetas colocadas en forma de matriz en filas y columnas. Los jugadores son mercaderes de gemas del Renacimiento que compran minas de gema, transporte y tiendas. El juego estuvo nominado para el Spiel des Jahres (Juego del Año) del 2014.
Una expansión, Ciudades de Splendor, fue publicada en 2017 con cuatro módulos incluidos (Las Ciudades, Los Puestos Comerciales, El Oriente, Las Fortalezas).

## Mecánica de juego
Splendor es un juego de gestión de recursos en el cual de dos a cuatro jugadores compiten por conseguir el mayor número puntos de prestigio. El juego tiene los siguientes componentes:
- 40 fichas de gema - siete fichas verdes de esmeralda, siete fichas azules de zafiro, siete fichas rojas de rubí, siete fichas blancas de diamante, siete fichas negras de ónix y cinco fichas amarillas de oro que se usan como comodín. Estas gemas están presentadas con forma de fichas de póker.
- 90 cartas de desarrollo - 40 de nivel I, 30 de nivel II y 20 de nivel III.
- 10 losetas de Noble.

Cada uno de los tres niveles (•, ••, •••) de las cartas de desarrollo indican la dificultad de obtener las gemas requeridas para adquirir dicha tarjeta.
Cada carta de desarrollo también vale por una gema particular (esmeralda, zafiro, rubí, diamante, o ónix), las cuales pueden ser utilizadas para futuras compras de cartas de desarrollo y algunas de ellas también proporcionan puntos de victoria.
Antes de que empiece el juego, n+1 losetas de Noble se colocan en el centro visibles a todos los jugadores, donde n es el número de jugadores. Los nobles proporcionan puntos de victoria al primer jugador que construya las cartas requeridas. Se separan las cartas de desarrollo por nivel (•, ••, •••), se barajan por separado y se colocan cuatro cartas de cada nivel en tres filas visibles a todos los jugadores. El resto de tarjetas se mantiene en los tres mazos separados, uno por cada nivel de dificultad.

### Turnos
El turno de un jugador consta de una acción sola, la cual ha de ser una de las siguientes:
- Tomar hasta tres gemas de colores diferentes de la reserva.
- Tomar dos gemas del mismo color (siempre y cuando haya al menos cuatro gemas de ese color).
- Tomar una gema de oro y reservar una carta de desarrollo (si el número total de cartas reservadas por el jugador no supera las tres).
- Comprar una carta de desarrollo (de la mesa o de las reservadas por el jugador) gastando las gemas requeridas y/o utilizando el valor de las cartas en el campo de juego del jugador.

Después de esta acción:
- Si el jugador ha conseguidos el número y tipo de cartas de desarrollo que provocan una bonificación de puntos Noble, aquel jugador es "visitado" por el Noble, y toma la loseta del  Noble.
  - Si el jugador es elegible para ser visitado por más de un Noble, el jugador debe elegir uno de los Nobles.
  - La loseta de noble no es reemplazada por una nueva.
  - El jugador mantiene el Noble hasta el fin del juego.
- Si el jugador tiene más de 10 gemas en su posesión, devuelve gemas a su elección a la reserva hasta quedarse con 10 o menos.
- Si se ha adquirido una carta de desarrollo, ésta se reemplaza con la tarjeta superior del mazo del nivel respectivo. Cuándo no quedan más cartas de un nivel la carta no se repone.

### Fin de juego
Cuando un jugador logra 15 puntos de prestigio, los jugadores continúan jugando la ronda actual hasta que cada jugador ha realizado el mismo número de turnos. Una vez esto ocurre, se acaba el juego.

### Puntuación
Una vez acaba el juego, el jugador que tiene más puntos de prestigio gana; en caso de empate, el que adquirió menos cartas de desarrollo gana. Si aún persiste el empate, entonces los jugadores comparten la victoria.

## Premios
- 2014 - Ganador del mejor Juego Familiar de los "Dice Tower Gaming Awards"[5]
- 2014 - Candidato a juego de mesa con mejor presentación y mejor arte de los premios  "Golden Geek"[6]
- 2014 - Ganador del mejor Juego de mesa Familiar de los "Golden Geek"[6]
- 2014 - Candidato al Spiel des Jahres[2]
- 2014 - Bronce en los premios "Tric Trac"[7]
- 2015 - Ganador del mejor Juego de cartas del Año del Premio Origins[8]
- 2015 - Mejor aplicación de juego de mesa de los "Golden Geek"[9]